# Pillars of Eternity
Pillars of Eternity (укр. Стовпи вічності) — рольова відеогра, розроблена Obsidian Entertainment під видавництвом Paradox Interactive. Гра була випущена для платформ Microsoft Windows, OS X і Linux 26 березня 2015 року. Pillars of Eternity є духовним наступником серії Baldur's Gate і Icewind Dale, та Planescape: Torment. У вересні 2012 року компанія Obsidian розпочала краудфандингову кампанію на Kickstarter, яка зібрала понад 4 мільйони доларів, що на той час стало рекордним показником Kickstarter.
Pillars of Eternity була тепло прийнята критиками та ігровою спільнотою. Критики високо оцінили як її детально пророблений всесвіт і захоплюючий сценарій, так і бої з розширеною стратегічною механікою. Гру називають гідним наступником легендарних серій, які надихали її розробників. Проєкт отримав велику кількість нагород та відзнак — Pillars of Eternity було названо «Кращою рольовою грою» у 2015 році за версіями Global Game Awards та видання Rock, Paper, Shotgun. Гра отримала продовження у 2018 році під назвою Pillars of Eternity II: Deadfire.

## Ігровий процес

Ігровий інтерфейс під час бою: на екрані доступні сопартійці із усією необхідною інформацією про їх навички та показники здоровья, іконки швидкого доступу та ігровий лог

У серії ігор Pillars of Eternity гравці беруть на себе роль персонажа, яких у ігровому всесвіті називають «Спостерігачами» (The Watcher) — особи, здатної бачити душі і взаємодіяти з ними, переглядати спогади померлих або маніпулювати душами живих — це працює за механікою партійних рольових відеоігор з активною паузою. Подібно до своїх духовних попередників, Baldur's Gate, Icewind Dale і Planescape: Torment — це ізометрична гра, де огляд ведеться з фіксованої точки на 3D-моделі на двовимірних пререндерених фонах.
Нова гра починається зі створення персонажа, причому вибір, який робиться щодо раси, походження, статистики та класу персонажа (окрім зовнішнього вигляду), впливає на те, які вибори можна зробити в діалогах з неігровими персонажами або інтерактивними об'єктами. Кожен клас з одинадцяти доступних отримує переваги від певних характеристик та має набір унікальних здібностей, який можна використовувати в битвах. На додаток до них персонаж може використовувати п'ять навичок — Скритність, Атлетика, Історія, Механіка і Виживання — які надають певні переваги в різних ситуаціях, наприклад взлом закритих контейнерів або отримання відповідних бонусів під час відпочинку партії. Класи персонажів і ігрова механіка мають деякі поверхневі схожості із системою Dungeons & Dragons, але взагалом є власною системою, створеною командою Obsidian. Персонажі підвищують свій рівень після отримання достатньої кількості очок досвіду, які видаються тільки за виконання квестів — битви з ворогами не приносить жодних очок досвіду, тобто гра пропагандує ненасильницький підхід у проходженні сюжетної лінії.
Дослідження ігрового світу передбачає відвідування локацій по мірі їх відкриття, більшість з яких закрита туманом війни. У грі представлена розгалуджена система квестів з різноманітними розв'язками і фіналами. Окрім основної сюжетної лінії квестів, гравці мають можливість виконувати побічні квестові лінійки, тим самим поглиблюючи знання ігрового всесвіту та його історії. Гравці можуть створити групу до шости персонажів включно з протагоністом. Кожен компаньйон зі своєю особистою передісторією та квестовою лінійкою, а також унікальним характером та зовнішністю. Протягом гри гравці будують репутацію у різних фракціях, залежно від рішень, які вони приймають під час розмов і виконання квестів. Неігрові персонажі різних фракції реагуватимуть на протагоніста залежно від його репутації у даній фракції. Досягнувши певного прогресу в основній сюжетній лінійці, протагоніст заволодіє фортецею, яка буде служити базою для його команди — гравець повинен відбудувати та покращити її за допомогою нових будівель та найму персоналу.
Битви в Pillars of Eternity зосереджені на системі, в якій кожен ворог у грі має набір різних характеристик опору. Окрім загального захисного бонусу, існує опір до певних типів зброї та елементального урону, що впливає на те, скільки очок урону отримає персонаж. Таким чином, гравець повинен вибирати тактичний підхід до спорядження та озброєння своїх персонажів у битвах з різними типами ворогів.

## Синопсис
Події розгортаються у світі Еори (Eora), в регіоні Східний берег (Eastern Reach) Технологічно та соціально більшість цивілізацій Еори приблизно відповідають раннім етапам епохи Відродження. Вогнепальна зброя є відносно новим винаходом і громіздкою та незручною у використанні, як наслідок, вона не набула широкого поширення. Однак вогнепальна зброя виявилася досить ефективною відповіддю проти магії, яка, у свою чергу, є невід'ємною складовою всесвіту Pillars of Eternity.
Фактором великого конфлікту по всій Еорі є нещодавнє наукове відкриття про те, що душі є вимірюваною матерією, яку можна переносити, зберігати або формувати. Душі є основою магії, оскільки взаємодія з ними дозволяє певним людям їх використовувати. Душі залишають тіло після смерті та проходять через, майже недосліджений на момент початку гри, процес реінкарнації, перш ніж втілитися в новонароджене тіло. Кожна душа, однак, зберігає спогади зі своїх попередніх життів, і через певні процеси душу людини можна «пробудити», тобто дозволити людині згадати усі минулі життя, прожиті душею в процесі своєї реінкарнації.
Сюжет Pillars of Eternity збудований навколо події, яку називають Кризою Пустонароджених (Hollowborn Crysis), коли у зазначеному регіоні масово почали народжуватися діти без душі, — що залишає їх у абсолютно несвідомому і перманентно вегетативному стані. Саме з цією проблемою і доведеться розібратися протагоністу — персонажу, яких у ігровому всесвіті називають «Спостерігачами» (The Watcher) — особи, здатної бачити душі і взаємодіяти з ними, переглядати спогади померлих або маніпулювати душами живих.

## Розробка
У Pillars of Eternity використовується ігровий рушій, розроблений на основі Unity спеціально для цієї гри, а керівником проєкту став Джош Сойєр. Ведучим наративним дизайнером був призначений Ерік Фенстермейкер, який раніше працював сценаристом Fallout: New Vegas і у парі з Джорджем Зіцем створив основну сюжетну лінію Pillars of Eternity. У виробництві також брали участь Адам Бреннеке, Кріс Авеллон і Тім Кейн. Аудіорежисером Pillars of Eternity став Джастін Белл, на створення основної партитури гри якого надихнула музика з Baldur's Gate і Icewind Dale.
10 вересня 2012 року на сайті Obsidian з'явився тизер нового проєкту під кодовою назвою «Project X». На початку це була цифра 4 у кільці Уробороса, зміна четвірки на трійку наступного дня показала, що це зворотній відлік до анонсу нової гри. 14 вересня 2012 року було офіційно запущено краудфандингову кампанію на Kickstarter, яка розкрила додаткові подробиці проєкту. Мета кампанії в 1,1 мільйона доларів була досягнута трохи більше ніж за 24 години, і було оголошено перші «додаткові цілі». Збори на Pillars of Eternity перевищили позначку в 1,6 мільйона доларів через п'ять днів після початку кампанії. Було оголошено, що версія гри для платформи OS X буде розповсюджена через сервіс цифрової дистриб'юції GOG без DRM захисту. Версія для Linux була анонсована 21 вересня 2012 року. Зрештою краудфандингова кампанія зібрала майже 4 мільйона доларів, встановивши на той час рекорд Kickstarter і перевищивши свою оригінальну мету більш ніж у чотири рази.
Цей проєкт був частиною більш ширшої тенденції початку 2010-х років, коли розробники-ветерани індустрії використовували краудфандингові кампанії для фінансування розробки відеоігор в жанрах, які вважаються надто застарілими або нішевими для великих видавців. Фергус Уркхарт, генеральний директор Obsidian, пояснив, чому вони вирішили використати модель краудфандингу для Pillars of Eternity замість традиційного контракту між розробником та видавцем: «Kickstarter дозволяє нам створити гру, яка нагадує ті легендарні шедеври минулих років, оскільки у наші часи отримати фінансування на подібні проєкти через традиційного видавця є майже неможливим завданням». В одному з інтерв'ю Джош Сойєр сказав, що відсутність обмежень, які виникають у розробників при роботі з видавцями, дає змогу «заглибитися в більш зрілі теми[…] рабства, агресивних упереджень на расовій, культурній, духовній або сексуальній основах, вживання наркотиків і торгівля ними, тощо — дуже допоможуть розкрити історію, але неможливі при роботі з видавцями». Під час анонсу проєкту Кріс Авеллон сказав, що якщо кампанія Kickstarter вдасться, Pillars of Eternity стане франшизою. Він також виключив можливе перенесення гри на консолі, сказавши: «Консольні обмеження негативно впливають на механіку рольових ігор та їхній вміст більше, ніж гравці можуть собі уявити — особливо для гравців, які ніколи не грали в рольові відеігри на ПК і навіть не усвідомлюють скільки було втрачено за ці роки». Тим не менш, гра була успішно перенесена на консолі пізніше. Крім того, сценаристи проєкту написали чотири новели в ігровому всесвіті Pillars of Eternity, які пізніше були опубліковані на вебсайті компанії.
У грудні 2013 року Obsidian оголосили, що офіційною назвою гри стане Pillars of Eternity, відмовившись від використовуваної до того моменту робочої назви Project Eternity. У березні 2014 року було оголошено, що Paradox Interactive стане видавцем проєкту. Було заявлено, що задачею Paradox стане тільки маркетинг і розповсюдження гри, тоді як Obsidian збереже всі права на інтелектуальну власність. 11 березня 2015 року вийшов документальний серіал «Дорога у вічність» («Road to Eternity»), із якого стало відмо, що кошти, зібрані Obsidian Entertainment на гру через свою кампанію на Kickstarter, врятували їх від банкрутства, оскільки Obsidian зіткнулися із низкою фінансових проблем ще починаючи з 2012 року, які сніжним комом накопичувались із кожним дочасними скасуаннями видавцями розроблюваних ними проєктів (прим.авт. — див. основну статтю Obsidian Entertainment).

## Реліз

Колекційне видання Pillars of Eternity

17 березня 2015 року Obsidian заявили, що Pillars of Eternity «пішла на золото», вказавши, що проєкт готується до випуску. Гра була випущена на платформах Microsoft Windows, OS X і Linux 26 березня 2015 року. Версії гри для PlayStation 4 і Xbox One були випущені 29 серпня 2017 року під назвою «Pillars of Eternity: Complete Edition», до якого входили портована Paradox Arctic оновлена оригінальна гра та обидві частини розширення до неї The White March. 8 лютого 2021 року заявлена ще з 2019 року робота над портуванням на платформу Nintendo Switch була скасована видавецем через «обмеження апаратного забезпечення».
26 березня 2015 року також було випущено Колекційне видання, доступне виключно для учасників краудфаундингової кампанії, точний вміст якого залежав від того, скільки грошей було пожертвувано гравцем під час каманії Kickstarter:
◇ Диск з грою (без DRM)
◇ Ексклюзивна коробка Collector's Edition
◇ 116-сторінковий путівник по ігровому світу (фізичний)
◇ Футболка, листівка «Дякуємо!», тканинна нашивка, килимок для миші, тканинна карта ігрового світу, тематичний блокнот (фізичні)
◇ Ігровий саундтрек (цифровий)
◇ Тематична кулінарна книга (цифрова)
◇ Новела у всесвіті гри за авторством Кріса Авеллона (цифрова)
◇ Almanac of the Eastern Reach — 36-сторінкова книга з додатковою інформацією (цифрова)
◇ Посібник для колекційного видання: книга на 524 сторінки з основною довідковою інформацією, загальними підказками та повним покроковим керівництвом (цифрова)
◇ Документальний фільм про розробку гри (цифровий)
◇ Аудіокнига новели (цифрова) ($165+)
◇ Портрет троля, намальований Крісом Авеллоном (фізичний) ($750)
◇ Стилізований ігровий портрет на основі справжнього портрету гравця (фізичний) ($3000+)

### Завантажувальний вміст
Розширення з двох частин під назвою The White March, було анонсовано Obsidian на Electronic Entertainment Expo у липні 2015 року. Реліз першої частини відбувся 25 серпня 2015 року, а другої 16 лютого 2016 року. The White March підвищило максимальний рівень персонажа, представило нових членів групи та локації, а також додало масштабну квестову лінійку.

## Оцінки і відгуки
| Агрегатор  | Оцінка                              |
| ---------- | ----------------------------------- |
| Metacritic | ПК: 89/100 PS4: 85/100 XONE: 86/100 |

| Видання        | Оцінка  |
| -------------- | ------- |
| Destructoid    | 8.5/10  |
| Game Informer  | 9.25/10 |
| GameRevolution | [ 55 ]  |
| GameSpot       | 8/10    |
| IGN            | 9/10    |
| PC Gamer (США) | 92/100  |

Критики позитивно оцінили Pillars of Eternity. Журналісти The Escapist у своєму огляді написали: хоча гра і орієнтована на ностальгічну базу шанувальників, це сама по собі «чудова» рольова гра, а також зазначили, що це найкраща ізометрична рольова гра, яка вийшла «за останні роки». Рецензент PC Gamer назвав Pillars of Eternity найкращою грою від Obsidian на той час, і написав, що це гідний наступник ігор, якими вона була натхненна. IGN похвалили гру, сказавши, що вона є відображенням того, що добре в рольових іграх старої школи. Digital Spy хвалили Pillars of Eternity, називаючи її «майстер-класом з розробки рольових відеоігор».
Game Revolution вказали, що бої у Pillars of Eternity є «глибокими і захоплюючими», так само Metro написали, що бої є «дуже складними». GameSpot назвали бої найкращим компонентом гри, і похвалили звукоряд. Game Informer відзначили можливість налаштування бою, включаючи можливість налаштування складності і параметрів для автоматичної паузи. Однак, розкритикували пошук шляху в грі.
Візуальна складова Pillars of Eternity також отримала досить високі оцінки від більшості рецензентів. Gameplanet назвали художній дизайн у грі «чудовим». Game Informer сказали, що ігрові карти «дбайливо створені», а деталізація персонажів та їхнього спорядження «неймовірна». Metro відзначили вищу роздільну здатність ігрової картинки, ніж у старих ізометричних іграх, назвавши її «розкішно оформленою». А от видання IGN розкритикували художній стиль гри, назвавши його «застарілим».
Критики розійшлися у своїх думках стосовно сюжету гри. Destructoid, наприклад, високо оцінили сюжет і реакцію світу на гравця, написавши: «Основний сюжет наповнений поворотами та сюрпризами з приголомшливими розв'язками». А от Eurogamer, навпаки, розкритикували гру за відсутність гумору порівняно з Baldur's Gate і Planescape: Torment, назвавши квести «досить стандартними», а персонажів такими, що не тримаються в пам'яті.

## Нагороди
| Нагорода                           | Номінація                                 | Результат | Посилання |
| ---------------------------------- | ----------------------------------------- | --------- | --------- |
| Global Game Awards                 | «Гра року»                                | Номінація | [ 61 ]    |
| Global Game Awards                 | «Кращий ПК-ексклюзив»                     | Номінація | [ 61 ]    |
| Global Game Awards                 | «Краща Рольова гра»                       | Перемога  | [ 61 ]    |
| Global Game Awards                 | «Краща Оригінальна гра»                   | Номінація | [ 61 ]    |
| The Game Awards 2015               | «Краща Рольова гра»                       | Номінація | [ 62 ]    |
| PC Gamer                           | «Душа ПК»                                 | Перемога  | [ 63 ]    |
| Rock, Paper, Shotgun               | «Краща Рольова гра»                       | Перемога  | [ 64 ]    |
| IGN                                | «Гра року»                                | Номінація | [ 65 ]    |
| IGN                                | «Кращий ПК-ексклюзив»                     | Номінація | [ 66 ]    |
| IGN                                | «Краща Рольова гра»                       | Номінація | [ 67 ]    |
| Премія Гільдії сценаристів Америки | «Видатні досягнення в сценарії відеоігор» | Номінація | [ 68 ]    |
| D.I.C.E. Awards                    | «Рольова/багатокористувацька гра року»    | Номінація | [ 69 ]    |